# Кельмендское восстание
Кельмендское восстание (алб. Kryengritja e Kelmendit) — антикоммунистическое вооружённое выступление в Албании 15 января 1945 и процесс его подавления. Поднято в горном районе Кельменд племенным ополчением кельменди. Отстаивало традиционный порядок и автономию горских общностей от вторжения государственной власти. Подавлено армией и госбезопасностью правящей компартии. Явилось хронологическим первым в Восточной Европе вооружённым выступлением против правящего коммунистического режима. В современной Албании вызывает полемику, но в целом рассматривается как акт сопротивления диктатуре.

## Кельмендская горная автономия
Албанский район Кельменд расположен в северном регионе Проклетие. Во время описываемых событий входил в округ Шкодер; ныне — округ Малесия-э-Мади области Шкодер. Это труднодоступная горная местность, населённая крестьянами-скотоводами племенной общности кельменди. Большинство кельменди — католики, некоторая часть — мусульмане.
К середине 1940-х в горах северной Албании сохранялась устойчивая социальная структура — власть племенных авторитетов со значительными элементами военной демократии. Горные общности характеризовались замкнутостью. Большинство населения было неграмотным и жило в бедности, однако сохраняло приверженность традиционным ценностям и общественному устройству. Племенной лидер — байрактар (знаменосец) — обладал административной властью и командовал вооружённым ополчением. Сильным было влияние католической церкви. Доминировали традиционалистские настроения, широко распространён национализм и враждебность к славянским соседям — Сербии и Черногории. Широкая автономия воспринималась как незыблемая данность, отношение к государственной власти было настороженно-негативным.
С начала 1910-х байрактаром кельменди являлся националист и традиционалист Прек Цали — активный борец за независимость Албании, комендант горной жандармерии. Во время Второй мировой войны и оккупации Цали выступал на стороне итальянских фашистов, но на объединяющей платформе антикоммунизма сотрудничал с черногорскими четниками.

## Антикоммунистическое ополчение
Прек Цали был решительным противником Коммунистической партии Албании (КПА), пришедшей к власти в ноябре 1944. В этом он мог опереться на поддержку населения Кельменда, которое — подобно большинству албанских северян — сохраняло верность традиционному социальному устройству и сопротивлялось вмешательству государства в свою автономию. Цали участвовал в совещаниях антикоммунистических активистов, клановых авторитетов и католических священников, где разрабатывались планы «не пустить коммунистов на север».
Под командованием Цали находились формирования общей численностью порядка тысячи человек — племенное ополчение кельменди и отряды жандармерии. Среди его соратников выделялись армейские офицеры Зеф Тома, Пьетер Гьока, племенные авторитеты Дед Гьон Байрактари, Зеф Дед Ника, Мираш Фран Рукай, Жук Тома, Марк Гьони, Ариф Хюсени, Гьергь Косе, Дед Смайли, Колец Уци, Луц Гьон Уци, Дуль Байрами, братья Кокай, братья Хоти, братья Малай и ряд других. Идеологом движения выступал католический священник и известный писатель Ндре Задея.
Эта сила принадлежала к военно-политической инфраструктуре северных антикоммунистов — наряду с отрядами Балли Комбетар Абаса Эрменьи, ополчением Малесии-э-Мади Леша Мараши, вооружённым подпольем клана Маркагьони в Мирдите, повстанческим центром Юпа Казази в Пострибе. Ближайшим союзником Цали являлся Мараши, с которым осуществлялась оперативная координация.
На совещании 13 января 1945. Прек Цали заявил, что не намерен «спать без дела». Призывом байрактара были мобилизованы несколько сотен ополченцев.

## Выдвижение коммунистических войск
С начала 1945 коммунистический режим Энвера Ходжи начал устанавливать контроль над северными регионами. Куратором этого процесса являлся руководитель карательного аппарата Мехмет Шеху, второе лицо КПА. Ещё в конце ноября Шеху отчитался Ходже о распределении войсковых подразделений по районам Малесии-э-Мади и о готовности подавить сопротивление националистов. Согласно первоначальному плану Шеху, в Кельменде должны были разместиться 2-й и 4-й батальоны 24-й бригады НОАА под командованием Зенеля Хамити. Однако в этот расклад были внесены коррективы. 24 декабря 1944 в Кельменд выдвинулась 1-я ударная бригада НОАА. Приказ отдал заместитель командира бригады Шефкет Печи.
Коммунисты рассчитывали быстро овладеть Кельмендом. Они заручились там поддержкой небольшой группы сторонников, которые искажённо описали настроение жителей (якобы «ждущих освободителей»). Назначенный военным комендантом региона Бейто Фаслия обещал, что установление новой власти будет произведено по равноправному соглашению с кельменди. Горец по происхождению, знавший местные условия и обычаи, Фаслия старался ограничить масштаб репрессий, не провоцировать вооружённого отпора. Но такой мирный подход шёл вразрез позициям обеих противоборствующих сторон — аппарата КПА (в лице Шеху) и антикоммунистического сопротивления (в лице Цали).
Вся эта информация быстро была доведена до Цали с помощью разведчиков Мараши. Цали попытался вступить в переговоры с коммунистическим командованием, но его сообщения были проигнорированы.

## Бой на мосту
Авангардный батальон 1-й ударной бригады численностью около 300 человек под командованием Фейзи Мицоли подступил к районному центру — селению Тамара — 15 января 1945. Вооружённое восстание кельменди приняло форму ожесточённого боя, происшедшего в этот день у моста через реку Цем, ведущего в Тамару.
Ополченцы Прека Цали под оперативным командованием молодого, но умелого боевика Мираша Рукая устроили засаду. Бойцы НОАА попали под перекрёстный огонь из горных укрытий. Численность кельменди была примерно равна коммунистическому батальону, однако тактическое преимущество оказалось на их стороне. Повстанцы окружили коммунистов и массированно обстреливали с высоты. Батальон пытался перегруппироваться и устроить заграждения. Но ответный огонь коммунистов был затруднён внезапностью атаки и невыгодным положением внизу. При этом батальон не имел радиосвязи и не мог быстро запросить подкреплений из Шкодера.
Общие потери коммунистов составили 55 человек — 46 погибли в бою на мосту (среди них шестнадцатилетний подросток и беременная женщина), 9 в последующих спорадических столкновениях. Был убит и командир батальона Мицоли. Эти потери рассматриваются как крупнейшее поражение 1-й ударной бригады за её историю.
Потери кельмендских повстанцев не подсчитаны с такой точностью, но, по оценкам, составили от 25 до 44 человек. После боя они отступили в горы и рассредоточились по укреплённым пещерам.

## Зачистка и казни
Власти КПА предприняли жёсткие меры подавления в Кельменде. В район были стянуты подразделения 23-й и 24-й бригады НОАА, усиленные наряды службы госбезопасности DMP, партийные Бригады преследования. Было создано подавляющее превосходство карательных сил над повстанческими. Операцию возглавил Мехмет Шеху. В помощь ему были приданы Шефкет Печи и офицер DMP Зои Темели.
В течение нескольких недель правительственные силы произвели масштабную зачистку. Ополченские формирования были разгромлены, командиры (Жук Тома, Колец Уци, Луц Уци, Дед Гьон Байрактари) убиты. Некоторые из них (Зеф Тома, Пьетер Гьока) погибли при подавлении возглавленного Лешем Мараши Восстания Коплику. Репрессиям подвергались не только боевики, но и все подозреваемые в нелояльности. Общее количество погибших кельменди составило около 150 человек.
Несколько дней продолжалось вооружённое столкновение вокруг укреплённой пещеры близ Вукеля, где укрылся Прек Цали с пятнадцатью сподвижниками. 17 февраля 1945, после переговоров при посредничестве католического священника, они согласились сдаться под гарантии, которые не были соблюдены. Арест Прека Цали производил лично Мехмет Шеху.
Судебный процесс в Шкодере начался 28 февраля 1945 и длился почти месяц. Подсудимые обвинялись в коллаборационизме, «контрреволюции», вооружённом мятеже. Прек Цали и его соратники держались твёрдо, настаивали на своей правоте. Было вынесено 14 смертных приговоров. 25 марта 1945 приговорённые — в том числе Прек Цали, Ндре Задея, Дед Смайли, Марк Гьони — были расстреляны на католическом кладбище Шкодера. Более двадцати человек получили различные сроки заключения.

## Память и оценки
В современной Албании Кельмендское восстание рассматривается как защита свободы, сопротивление тоталитарной диктатуре. Участники реабилитированы, Прек Цали посмертно награждён. В Шкодере установлен памятник Цали. Мемориальный знак с портретами и именами восставших установлен у здания администрации в Тамаре. Торжественно отмечаются годовщины восстания.
После падения коммунистического режима, в 1995, был арестован по обвинению в геноциде Шефкет Печи. Не дождавшись суда, Печи умер в тюремной больнице.
В то же время, общественные оценки не являются абсолютно однозначными. Некоторые исследователи полагают, что оптимальное решение предлагал Бейто Фаслия. Они напоминают о несогласии Фаслии с репрессивным курсом Ходжи и Шеху, указывают на отсутствие агрессивных намерений у рядовых бойцов, погибших на мосту у Тамары. Носители коммунистических взглядов, особенно из ветеранских организаций НОАА-АНА, обвиняют «реакционную группировку Прека Цали» в жестокой расправе над «партизанами».
Другие авторы, даже выражая сочувствие погибшим, подчёркивают репрессивный характер политики КПА (а также сотрудничество с Югославией) и роль бригады как инструмента репрессий. «Установление государственной власти в горах» — что само по себе являлось вопросом дискуссионным — в данном конкретном случае означало распространение тоталитарного режима на традиционно-патриархальные и военно-демократические общности.